# Violetta Krawczyk-Wasilewska

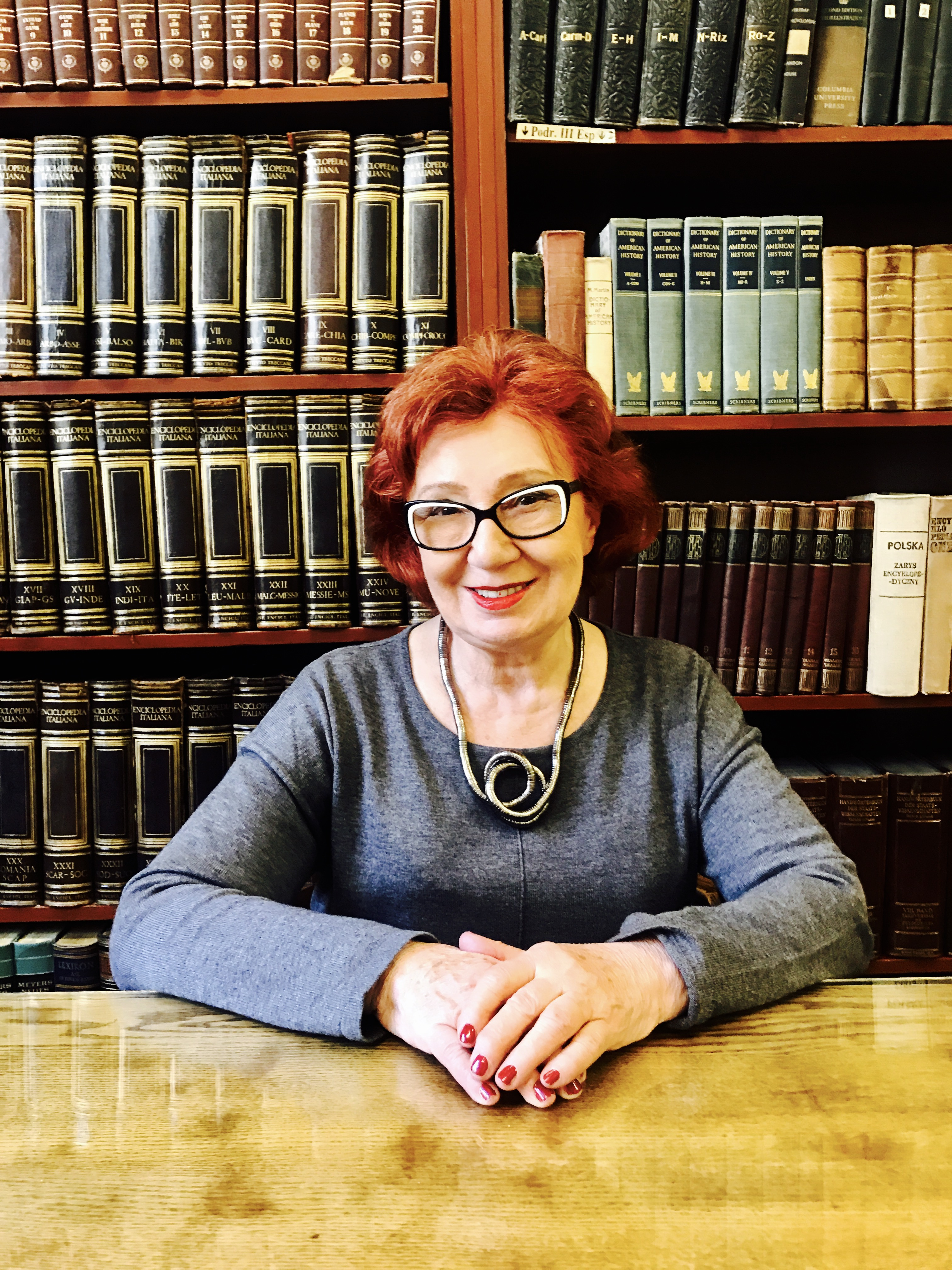
Violetta Krawczyk-Wasilewska

Violetta Wiktoria Krawczyk-Wasilewska (ur. 16 października 1945 w Łodzi) – polska profesor nauk humanistycznych, specjalistka w zakresie folklorystyki, etnologii i antropologii kultury.

## Wykształcenie
Absolwentka filologii polskiej (magisterium na Uniwersytecie Łódzkim,1967), doktoryzowała się z historii (Uniwersytet Łódzki, 1973) i habilitowała z etnografii (Uniwersytet im. Adama Mickiewicza w Poznaniu, 1987), otrzymała tytuł naukowy profesora nauk humanistycznych w 2002 r., nadany jej przez Prezydenta RP (Warszawa, 2002).

## Praca zawodowa i dydaktyczna
Asystent w Muzeum Archeologicznym i Etnograficznym w Łodzi (1968-1973), adiunkt na Wydziale Filologicznym Uniwersytetu Łódzkiego (1973-1987), docent (1988-1990) i profesor nadzwyczajny (1990-2004) na Wydziale Nauk o Wychowaniu UŁ i Wydziale Historyczno-Filozoficznym UŁ, tamże profesor zwyczajny w Instytucie Etnologii i Antropologii Kulturowej (2005-2016), ekspert 6. Ramowego Programu Komisji Europejskiej (Bruksela 2002- 2006) i recenzent grantów Komitetu Badań Naukowych (do 2005 r.) oraz Ministerstwa Nauki i Szkolnictwa Wyższego (1990-). W latach 1990–2012 kierownik pierwszego uniwersyteckiego Zakładu Folklorystyki, także w latach 1991-1997 kierownik Katedry Wychowania Muzycznego. Promotor 175 rozpraw magisterskich i 4 doktorskich. 
Poza Uniwersytetem Łódzkim wykładała równolegle w Wyższej Szkole Pedagogicznej w Piotrkowie Tryb.(1996-1997) i Wyższej Szkole Humanistyczno-Ekonomicznej w Łodzi (1999-2004). Visiting professor na Uniwersytecie w Helsinkach (1983/1984) i University College London (1993). Ponadto wygłaszała  gościnne wykłady  na wielu  uczelniach zagranicznych. 

## Aktywność naukowa
Od początku swej kariery prowadzi badania o charakterze interdyscyplinarnym, obejmujące: literaturę ludową i regionalistykę, eko – antropologię i globalne aspekty kultury współczesnej. Specjalizuje się w nowocześnie pojmowanej folklorystyce. Wydała dwa podręczniki (1979,1986), po czym upowszechniła termin e-folklor (2006) i zajmuje się kulturą digitalną.
Organizatorka 20. Międzynarodowej Konferencji SIEF - Food and the Internet (Łódź 2014), konferencji Kultura Łodzi jako czynnik rozwoju miasta (Łódź 2012), współorganizatorka (wraz z Theo Mederem) panelu Shaping Virtual Lives (10 Kongres SIEF, Lizbona 2012) oraz międzynarodowych warsztatów Storytelling as a Profession (Łódź 2012) i międzynarodowych konferencji Ecology and Folklore I, II, III  (Łódź 1992,1994,1996).
Członek komitetu redakcyjnego serii PTL Dziedzictwo kulturowe - L’heritage culturel, serii etnograficznej „Prac i Materiałów Muzeum Archeologicznego i Etnograficznego w Łodzi” oraz czasopisma internetowego ”Our Europe. Ethnography - Ethnology - Anthropology of Culture”.
Autorka ponad 180 publikacji, głównie w j. polskim i angielskim, jak również kilku w bułgarskim, czeskim, rosyjskim i ukraińskim. 

## Członkostwa towarzystw naukowych, granty, odznaczenia, nagrody i wyróżnienia
Jest aktywnym członkiem wielu towarzystw naukowych: Polskiego Towarzystwa Ludoznawczego (PTL) od 1969 r.,  International Society for Ethnology and Folklore (SIEF) od 1979 r., International Organization of Folk Art (IOV) od 1986 r., International Union of Anthropological and Ethnological Sciences (IUAES) od 1996 r.,  International Society for Folk-Narrative Research (ISFNR) od 1973 r. (honorowe członkostwo od  2013 r. i członkiem rzeczywistym Folklore Fellows, nominowanym przez Fińską Akademię Nauk (1991).
Otrzymała granty z: Urzędu m. Łodzi na badania kultury miasta (2012); UNDP na prewencję HIV /AIDS (1998); Open University of Central Europe na kierowanie  międzynarodowym projektem „Folklor i środowisko” (Budapeszt-Praga 1996); University College London na badania problematyki AIDS (1993) oraz granty Uniwersytetu Łódzkiego na bieżące badania folkloru i kultury środowiskowej prowadzone w Zakładzie Folklorystyki.
Odznaczona: Medalem Złotym za Długoletnią Służbę (Prezydent RP, 2016); Medalem w Służbie Społeczeństwu i Nauce (2006); Medalem Tommaso Crudeliego za działalność na rzecz praw człowieka – Poppi, Włochy (2003); Złotą Odznaką UŁ (1993); Honorową Odznaką Miasta Łodzi (1985).
Wyróżniona: nagrodami naukowymi  Rektora UŁ (1974, 1976, 1980, 1988, 1993, 2001, 2004, 2011, 2016); finalistka Międzynarodowej Nagrody Etno-Antropologicznej im. Pitré- Salomone Marino, Uniwersytet w Palermo, Włochy (1987) za książkę Współczesna wiedza o folklorze.

## Wybrane publikacje
- Folklore in the Digital Age: Collected Essays. Foreword by Andy Ross, Wydawnictwo UŁ/Wydawnictwo UJ: Łódź – Kraków 2016
- e-Folklor w dobie kultury digitalnej. Eseje i szkice. Z przedmową Andy’ego Rossa,Wydawnictwo UŁ: Łódź 2016
- Oskar Kolberg jako dokumentalista folkloru na tle europejskim [w:] E.Antyborzec (red.): Ja daję właśnie materiał…O dziele Oskara Kolberga w dwusetną rocznicę Jego urodzin, Instytut im. Oskara Kolberga: Poznań 2015, s. 179-192
- Rubber Towers, Modern Culinary Tribes and other Stories. A Research Report on Digital Culture Studies.„Jarbuch für Europäische Ethnologie”, 2015, vol. 10 (Polen), s. 67-76
- (red.) Food and the Internet. Proceedings of the 20th International Ethnological Food Research Conference, Department of Folklore and Ethnology, Institute of Ethnology and Cultural Anthropology, University of Łodź, Poland, 3–6 September 2014.  Peter Lang : Frankfurt am Main, 2015 [ współred.:  P.Lysaght]
- Polskata folkloristika meżdu lokalizma i globalizma, „Balgarski Folklor”,2014: XI, nr 4 (Polska folkloristika i etnolinogvistika), s.351-363
- Tradycja lokalna czy kultura globalna? Dylematy badacza folkloru polskiego, [w:] Z.Profantová (red.): Folklór a folkloristika vo svete postmoderny. Ústav etnológie Slovenskej akadémie vied, Vydavateľstvo Zing Print. Bratislava 2013, s. 31 - 46
- (red.) Kultura jako czynnik rozwoju miasta na przykładzie Łodzi. Wydawnictwo.UŁ: Łódź 2012  [współred.:  M. Kucner i E.Zimnica – Kuzioła]
- (red.) Shaping Virtual Lives. Online Identities Representations, and Conducts, Wydawnictwo UŁ: Łódź 2012  [współred.: T.Meder, A.Ross ]
- Food and Politics: Old and New Mediterranean Influence on Polish Culinary Habits, [w:] Mediterranean Ford Concepts and trends, P. Lysaght / N. Wittig-Beljak (red.) Wyd. Biblioteka Nova Etnografia, Zagreb 2006, s. 337-344;
- AIDS. Studium antropologiczne, Wydawnictwo UŁ: Łódź 2000
- (red.) Ecology and Folklore III. Institute of Ethnology,  Academy of Sciences of Czech Republic: Prague 1998 [współred.:S.Brouček]
- Ecology and Folklore II, Łódź 1994 (red.)
- Ecology and Folklore, Łódź 1992 (red.)
- Współczesna wiedza o folklorze. Ludowa Spółdzielnia Wydawnicza: Warszawa 1986
- Ignacja Piątkowska. Literatka i folklorystka regionu sieradzkiego (Z badań nad regionalną kulturą literacką Polski śodkowej końca XIX i początku XX w.), „Acta Universitatis Lodziensis. Folia Litteraria”, nr 10, Łódź 1983
- Wprowadzenie do folklorystyki. Wydawnictwo UŁ: Łódź 1979
- Poeta autentyczny. O twórczości Stanisława Czernika, Wyd. Łódzkie: Łódź 1973